# 马麟 (水浒传)
马麟（—？）是小说《水浒传》中人物，梁山108将之一，远探小彪将，南京建康人氏，以擔任衙門捕快的線民維生；善吹笛，外號「鐵笛仙」。容貌凶狠猙獰，慣使大滾刀與雙刀，刀法精熟。在黄门山落草为寇。後來聽說宋江在江州被判死刑，便與黃門山的歐鵬、蔣敬和陶宗旺四人前往相救，但路上已看見梁山好漢已救出了宋江，四人便歸了梁山。宋江攻打祝家莊时，其与“一丈青”扈三娘交战，四把刀上下飞舞，好像风飘玉屑、雪散琼花，使梁山头领对马麟刮目相看。隨軍征讨江南方腊，攻烏龍嶺時被白欽一標槍標打下馬来，隨即遭石寶攔腰斬成兩截。

## 影视形象
- 1983年山东版《水浒》：董书凯
- 2011年版《水浒传》：张驰

## 外部連結
- 地明星铁笛仙马麟 （页面存档备份，存于）.